# Mancata difesa di Roma
La locuzione mancata difesa di Roma (concettualmente anche indicata come occupazione tedesca di Roma) si riferisce agli eventi accaduti nella capitale italiana e nell'area circostante, a partire dall'8 settembre 1943 e nei giorni immediatamente successivi, a seguito dell'armistizio di Cassibile e dell'immediata reazione militare delle forze tedesche della Wehrmacht schierate a sud e a nord della città, secondo le direttive operative stabilite da Adolf Hitler in caso di defezione italiana (Operazione Achse).
A causa dell'assenza di un piano organico per la difesa della città e di una conduzione coordinata della resistenza militare all'occupazione tedesca, nonché della contemporanea fuga di Vittorio Emanuele III assieme alla corte, al capo del governo e ai vertici militari, la città fu velocemente conquistata dalle truppe della Germania nazista, cui si opposero vanamente e in modo disorganizzato le truppe del Regio Esercito e i civili, privi com'erano di ordini coerenti e di collegamenti, lasciando sul campo circa 1 000 caduti.
Da più parti si incolparono del rapido crollo delle forze italiane i vertici militari e politici, accusati di aver volontariamente omesso di disporre quanto necessario perché la città fosse adeguatamente difesa.

## Contesto storico

### La caduta del fascismo e l'armistizio di Cassibile
Il generale Vittorio Ambrosio, capo di Stato maggiore generale delle forze armate italiane, diede le prime direttive operative per la concentrazione di forze intorno a Roma il 21 luglio 1943, ancor prima della destituzione di Benito Mussolini a seguito degli eventi del 25 luglio; in quella data infatti venne costituito il cosiddetto "Corpo d'armata motocorazzato" che, costituito da tre divisioni mobili, avrebbe dovuto proteggere la capitale; il generale Giacomo Carboni assunse il comando di questa nuova formazione. Le disposizioni del Comando supremo stabilivano che il raggruppamento mobile del generale Carboni doveva ufficialmente difendere Roma in caso di sbarchi degli Alleati sulla costa laziale, ma in realtà il generale Ambrosio, partecipe dei piani del re Vittorio Emanuele III per rimuovere Mussolini, intendeva soprattutto disporre di truppe ben equipaggiate per impedire possibili "contromisure fasciste" sostenute dai tedeschi.
La "mancata difesa" si ebbe a seguito di una serie di contesti (azioni e decisioni dei vertici politici e militari) che resero vani i combattimenti, comunque iniziatisi autonomamente già dalla sera dell'8 settembre e che il giorno 10 registrarono anche la partecipazione dei civili.

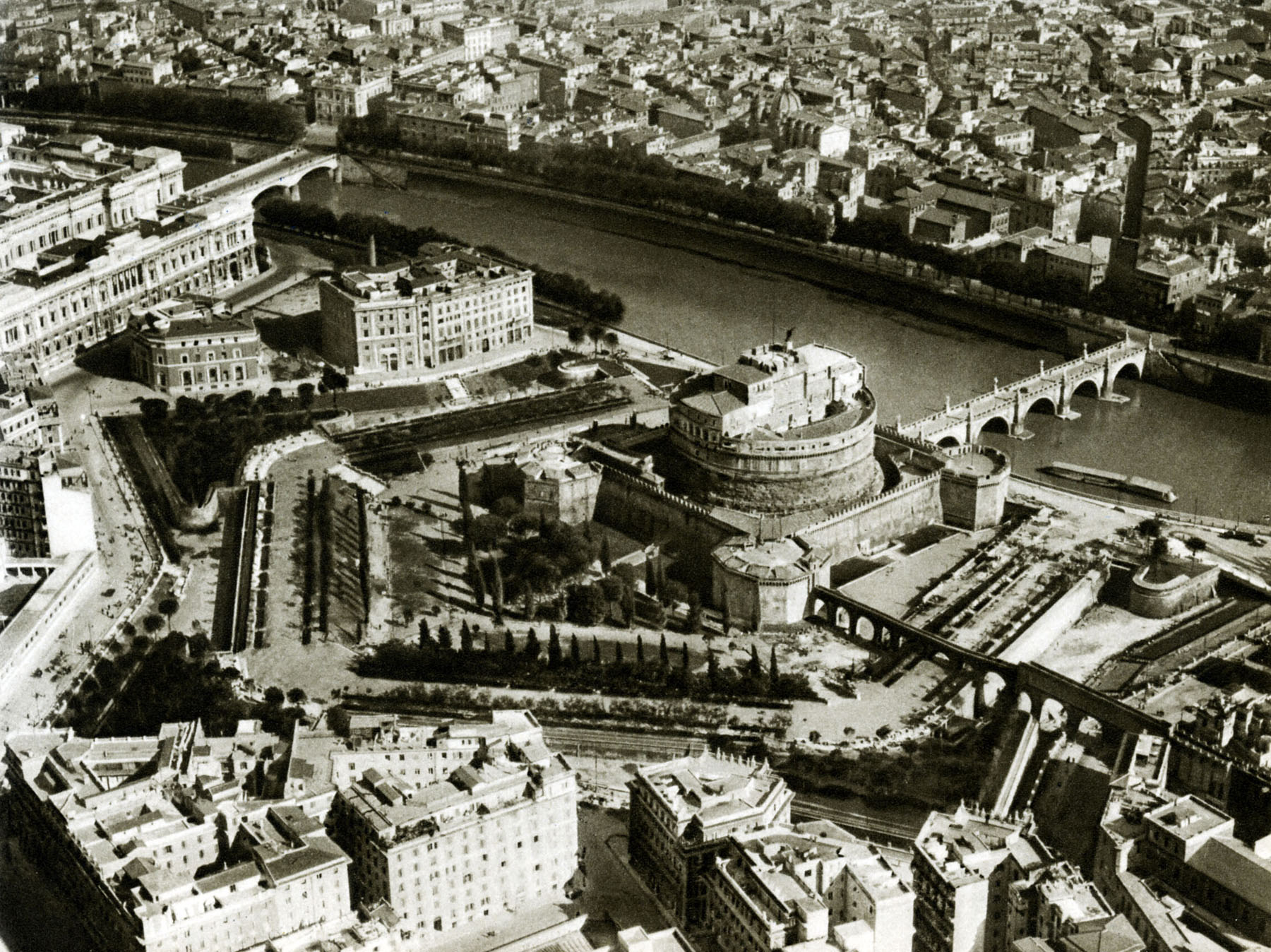
Il centro di Roma in una veduta aerea del 1938

A partire dal 9 settembre 1943 alcuni reparti dell'Esercito regolare tentarono di impedire ai tedeschi di occupare Roma; a fianco dei soldati italiani combatterono alcune centinaia di civili, accorsi in larga parte in modo spontaneo e non coordinato al fine di tentare un'ultima, e pressoché disperata, difesa della città; fra i caduti civili (241 secondo il computo ufficiale, circa 400 secondo un'altra valutazione) il più noto è Raffaele Persichetti. Secondo altre stime, nei combattimenti di quei giorni - sostenuti da unità e reparti del Corpo d'Armata Motocorazzato e della Difesa Capitale, cui si unirono anche manipoli di privati cittadini - caddero 414 militari e 183 civili italiani.
Dopo aver subito alcune perdite, i tedeschi si impadronirono in breve della capitale. Il rischio non accettabile da parte tedesca di vedere le proprie forze assorbite a lungo nella battaglia per Roma, anziché essere libere di trasferirsi rapidamente verso la testa di ponte alleata a Salerno fu evitato abilmente da Kesselring intavolando trattative con le autorità militari italiane e approfittando del caos al loro interno determinato dall'abbandono dei posti di comando da parte di gran parte dei politici e dei generali, seguite da un ingannevole accordo di "pacifica coabitazione", presto tradito con la completa occupazione della capitale da parte della Wehrmacht. Roma passò nominalmente sotto il governo della Repubblica Sociale Italiana, costituitasi il 23 settembre 1943, ma di fatto era nelle mani delle autorità militari tedesche, che intendevano in questo modo sfruttarne in pieno il grande valore politico e militare. Il clima politico e i sentimenti della popolazione si orientarono in direzione antifascista e antinazista.
I tedeschi, ben consci del valore politico di Roma, con la presenza del Vaticano, tentarono di far fruttare propagandisticamente la pur solo formale e mai riconosciuta dichiarazione di "città aperta" emessa dal governo Badoglio, il quale aveva dichiarato unilateralmente Roma "città aperta" trenta ore dopo il secondo bombardamento alleato della capitale, il 13 agosto 1943. L'11 settembre il comandante militare, generale Calvi di Bergolo, emise un comunicato secondo il quale le truppe tedesche avrebbero dovuto rimanere al di fuori del territorio cittadino; tuttavia lo stesso giorno il feldmaresciallo Kesselring dichiarò che Roma faceva parte del territorio di guerra, che la città era soggetta al codice tedesco di guerra, che "gli organizzatori di scioperi, i sabotatori e i franchi tiratori [sarebbero stati] fucilati" e che le autorità italiane avrebbero dovuto "impedire ogni atto di sabotaggio e di resistenza passiva".

### Annullamento dell'Operazione Giant 2
Gli alleati, il giorno della dichiarazione dell'armistizio, avrebbero dovuto procedere al lancio di una divisione aviotrasportata (Operazione Giant 2) in quattro aeroporti nei pressi della Capitale (Cerveteri, Furbara, Centocelle e Guidonia). La sera del 7 settembre, due ufficiali americani (Maxwell Taylor e William Gardiner) giunsero segretamente a Roma per concordare i particolari dell'operazione e comunicare ufficialmente che, l'indomani alle 18:30, doveva essere resa nota l'avvenuta sottoscrizione dell'armistizio. Il Primo ministro maresciallo Pietro Badoglio, appositamente svegliato e data l'ora tarda, sostenne che lo schieramento italiano non avrebbe potuto resistere più di sei ore alle truppe tedesche e dettò un radiogramma per il generale Eisenhower, in cui si chiedeva l'annullamento dell'Operazione Giant 2 e il rinvio della dichiarazione dell'avvenuto armistizio. Per tutta risposta, la mattina dell'8 settembre, il generale Eisenhower dettò un radiogramma ultimativo al maresciallo Badoglio e richiese il ritorno dei due ufficiali americani; inoltre, dopo aver sospeso – come richiesto - l'Operazione Giant 2, all'ora prevista, rese nota la stipula dell'armistizio tra l'Italia e le forze alleate dalle onde di Radio Algeri.

### Azioni dilatorie del capo di stato maggiore Vittorio Ambrosio
Il Proclama d'armistizio diffuso dal maresciallo Badoglio la sera dell'8 settembre 1943 non prevedeva alcuna iniziativa contro le forze germaniche presenti sul territorio nazionale e all'estero, pur concludendosi ambiguamente in tal modo: "ogni atto di ostilità contro le forze anglo-americane deve cessare da parte delle forze italiane in ogni luogo. Esse però reagiranno ad eventuali attacchi da qualsiasi altra provenienza".
Sin dalla fine del mese di agosto il capo di stato maggiore generale Vittorio Ambrosio aveva elaborato per le forze armate la direttiva segreta "O.P. Memoria 44", che fu firmata dal Capo di stato maggiore dell'esercito Mario Roatta e posta a conoscenza dei comandanti di armata tra il 2 e il 5 settembre 1943. In tale circolare si ordinava “di interrompere a qualunque costo, anche con attacchi in forze ai reparti armati di protezione, le ferrovie e le principali rotabili alpine” e di “agire con grandi unità o raggruppamenti mobili contro le truppe tedesche”. La circolare O.P. 44 doveva essere distrutta col fuoco immediatamente dopo la notifica e la sua attuazione era condizionata a ordini successivi.
Il proclama era stato diffuso attraverso la radio alle ore 19.42. Intorno alle ore 21.00 il re con la regina accompagnati dal figlio Umberto e da numerosi aiutanti di campo, ufficiali d'ordinanza, personale di servizio e un voluminoso bagaglio, si erano trasferiti al ministero della Guerra; sul posto erano già presenti il maresciallo Badoglio e il duca Acquarone e poco dopo giunse anche il generale Ambrosio. Le prime notizie sulle eventuali reazioni tedesche sembravano tranquillizzanti e all'inizio i convenuti non presero decisioni; alle ore 22.00 Badoglio si ritirò per riposare mentre il generale Ambrosio convocò al ministero il generale Carboni e diede disposizioni per non ostacolare il passaggio pacifico delle truppe tedesche verso nord attraverso le linee del suo corpo d'armata. Nelle prime ore tra i dirigenti italiani, in particolare il generale Ambrosio e il generale Roatta, predominò l'illusoria convinzione che in assenza di atti ostili, l'esercito tedesco avrebbe rinunciato a occupare la capitale e avrebbe invece ripiegato senza combattere a nord evacuando spontaneamente gran parte del territorio italiano. Il generale Carboni manifestò inizialmente grande ottimismo e assicurò il generale Ambrosio che i tedeschi battevano in ritirata; giungevano notizie dall'ambasciata tedesca di una precipitosa evacuazione in corso; il comandante del corpo d'armata motocorazzato non prese alcun provvedimento operativo e non mise in allarme i suoi reparti.
La situazione divenne invece molto più preoccupante a partire dalle ore 23.00 quando cominciarono a giungere al comando dello stato maggiore dell'esercito del generale Roatta che si era trasferito da Monterotondo al ministero della Guerra in via XX Settembre, informazioni sempre più numerose sugli attacchi delle truppe tedesche; arrivarono continue comunicazioni su attacchi anche dai comandi delle forze stanziate nei territori occupati e tutti i comandanti domandavano quale condotta dovessero tenere nei confronti dei tedeschi. Il generale Ambrosio tuttavia decise di non attivare subito la famosa direttiva segreta "O.P. Memoria 44" e alle ore 0.20 del 9 settembre, fece inviare il telescritto n. 24202 a tutte le forze armate in cui si confermava l'esigenza di estrema prudenza e cautela e si ordinava di non prendere "iniziativa di atti ostili contro i germanici". Secondo Ruggero Zangrandi, in precedenza il generale Ambrosio aveva inviato un fonogramma al feldmaresciallo Kesselring invitandolo a sospendere gli "atti ostili" delle truppe tedesche al fine di evitare un "conflitto tra i due eserciti"; solo alle ore 0.45 il capo di stato maggiore inviò una disposizione tardiva e insufficiente in cui si ordinava: "ad atti di forza reagire con atti di forza."
La 2ª divisione paracadutisti tedesca, che poteva contare su 14 000 uomini, iniziò il suo avanzamento dall'aeroporto di Pratica di Mare e si appropriò del deposito militare di Mezzocamino, mentre i combattimenti erano già cominciati sin dalle ore 22:10 nei pressi del ponte della Magliana.
Più tardi, il Capo di stato maggiore ritenne che l'ordine alle forze armate di attuazione dalla circolare op. 44 dovesse essere firmato dal maresciallo Badoglio, ma non riuscì a rintracciarlo. Un timido tentativo lo effettuò intorno alle 5:00, senza alcun esito. Secondo Ruggero Zangrandi, Badoglio avrebbe posto un veto assoluto a quella diramazione, anche se, successivamente, il maresciallo avrebbe escluso che gli fosse mai stata chiesta alcuna autorizzazione.

### L'ordine del generale Roatta che escludeva la difesa di Roma
Alle ore 4.00 del 9 settembre, a battaglia in corso, in una riunione con il Maresciallo Badoglio, il principe Umberto, il ministro della Guerra Antonio Sorice, il capo di Stato Maggiore Ambrosio, l'aiutante di campo del re Paolo Puntoni ed altri, il generale Mario Roatta prospettò la necessità dell'allontanamento del re, del governo e dei comandi militari dalla Capitale, rinunciando alla difesa di Roma, in vista dell'aggravamento della situazione. Alle ore 5.15, il generale Roatta, alla presenza del generale Giacomo Zanussi, impartì al generale Giacomo Carboni, comandante del Corpo d'armata motocorazzato posto a difesa di Roma, l'ordine di spostare su Tivoli la 135ª Divisione corazzata "Ariete II" e la 10ª Divisione fanteria "Piave" e di disporvi una linea di fronte escludente la difesa della Capitale. Roatta informò inoltre Carboni che a Tivoli avrebbe ricevuto ulteriori ordini dallo Stato Maggiore che si sarebbe provvisoriamente insediato a Carsoli. Nel frattempo (ore 5.10 e successive), Vittorio Emanuele III e la sua famiglia, il Primo ministro maresciallo Badoglio, i capi di Stato maggiore Ambrosio e Roatta e i ministri militari (tranne il generale Antonio Sorice) erano già in fuga, alla volta di Brindisi.
Poco dopo le ore 7.30, il generale Carboni si recò a Tivoli per organizzare il nuovo schieramento di truppe e ricevere gli ulteriori ordini. Non riuscendo a rintracciare Roatta proseguì sino ad Arsoli dove apprese che la colonna dei sovrani e del maresciallo Badoglio era ormai lontana e che l'ordine di Roatta delle ore 5.15 era stato confermato. Carboni, pertanto, provvide a insediare il suo comando a Tivoli, cioè lontano da Roma.

### Iniziative autonome del maresciallo Caviglia e del generale Calvi di Bergolo
La mattina dell'8 settembre, ufficialmente per "affari privati", era giunto a Roma il maresciallo d'Italia Enrico Caviglia che aveva ottenuto un'udienza da parte del re, alle ore 9:00 del giorno successivo. Il giorno 9, tuttavia, essendo stato informato dell'assenza del re, Caviglia si diresse al Ministero della Guerra e, in virtù del grado gerarchicamente più elevato, assunse autonomamente il ruolo di supplente del capo del governo, con l'assenso di Antonio Sorice, ministro della Guerra del Governo Badoglio. L'anziano maresciallo si attivò subito a contattare i tedeschi per la cessazione del fuoco e, mentre i combattimenti infuriavano, fece annunciare dalla radio che "la città era tranquilla e che si trattava con le autorità tedesche".
Nel pomeriggio del 9 settembre, il generale Giorgio Carlo Calvi di Bergolo, genero del re e il colonnello Giuseppe di Montezemolo, inviati da Caviglia a Frascati, incontrarono il comandante tedesco Albert Kesselring che chiese, quali condizioni per il prosieguo delle trattative, la resa dell'intero Corpo d'Armata motocorazzato italiano. In seguito a tali contatti, tra le 16.00 e le 17.00 del 9 settembre, da Roma, fu verbalmente ordinato alla Granatieri di Sardegna di lasciare il conteso ponte della Magliana per un concordato transito delle truppe germaniche verso il nord. In serata, le nuove posizioni su cui si erano attestati i granatieri furono nuovamente investite dalla divisione tedesca che continuò a procedere verso il centro di Roma. Durante la notte la polizia sequestrò gran parte delle armi fatte distribuire in precedenza ai civili dal generale Giacomo Carboni.
La mattina del 10, le strade della Capitale ormai assediata erano tappezzate di manifesti che avvertivano la popolazione che le trattative con i tedeschi erano a buon punto. L'accordo di resa fu firmato al Ministero della Guerra alle ore 16.00 del 10 settembre, tra il tenente colonnello Leandro Giaccone, per conto del generale Calvi di Bergolo e il feldmaresciallo Kesselring.

## Truppe schierate attorno a Roma
Immediatamente dopo l'annuncio dell'armistizio, effettuato da Pietro Badoglio via radio alle 19:42 dell'8 settembre 1943, i tedeschi cominciarono le operazioni volte all'occupazione del territorio italiano, inclusa la capitale, e alla neutralizzazione delle truppe italiane schierate su tutti i fronti, secondo i piani già precedentemente elaborati dell'Operazione Achse.
Attorno alla capitale, alla vigilia dell'occupazione tedesca era infatti presente un forte dispositivo di truppe italiane le quali, tuttavia, rimaste senza ordini coerenti e prive di un piano di difesa, furono sopraffatte o disarmate con relativa facilità da truppe germaniche inferiori per numero anche se non per armamenti.
Già alle prime ore del 9 settembre le unità italiane disposte sulla costa erano state neutralizzate dai colpi di mano tedeschi e il capo del governo Pietro Badoglio e il re (che rivestiva la carica di comandante delle forze armate) erano in fuga verso Pescara. Il generale Mario Roatta, Capo di Stato Maggiore dell'Esercito, al momento di partire per seguire il re, ordinò il ripiegamento verso Tivoli di tutte le divisioni del dispositivo di protezione della Capitale, esclusa la sola Granatieri di Sardegna che era già sotto attacco, di fatto rinunciando a una effettiva difesa della città.
Nella mattinata del 10 settembre le avanguardie tedesche investirono Roma, contrastate in vari punti della cintura urbana e, in qualche caso, a ridosso del centro, dalla reazione spontanea e non coordinata di singoli reparti militari e di civili in armi che, assieme, opposero resistenza all'urto organizzato e concertato delle truppe germaniche, lasciando sul campo 1 167 caduti tra i militari e circa 120 civili, incluse decine di donne e persino una suora impegnata come infermiera in prima linea.

### Forze italiane
Lo schieramento delle truppe italiane attorno e nella città di Roma poco prima dell'attacco tedesco comprendeva:
Il Corpo d'armata di Roma, incaricato della "difesa interna" e costituito dalla
12ª Divisione fanteria "Sassari", su:
Comando e Compagnia Comando
151º Reggimento fanteria "Sassari"
152º Reggimento fanteria "Sassari"
34º Reggimento Artiglieria
XII Battaglione Mortai da 81 mm
XII Battaglione Semoventi da 47/32
V Battaglione Guastatori di Fanteria
CXII Battaglione Misto del Genio
2º Battaglione Chimico
8º Reggimento del Genio
XXI Battaglione del Genio
Aliquote Carabinieri del gruppo squadroni della legione territoriale di Roma e Battaglione Allievi Carabinieri
Aliquote della Guardia di Finanza
Deposito e Battaglione di formazione, 2º Reggimento bersaglieri
Deposito e Gruppo Squadroni di formazione, Reggimento "Genova Cavalleria"
Deposito, 81º Reggimento fanteria "Torino"
Colonna "Cheren" della Polizia dell'Africa Italiana
Battaglione d'Assalto Motorizzato
Numerosi reparti logistici, di addestramento e di presidio entro la città di Roma, incluso il personale della difesa contraerea, avieri, marinai e finanzieri.
Corpo d'Armata Motocorazzato, incaricato della "difesa esterna" e costituito dalla
135ª Divisione corazzata "Ariete II", schierata attorno al Lago di Bracciano tra la congiungente Monterosi-Manziana a Nord e il bivio de La Storta a Sud, su:
Comando e Squadrone Comando
10º Reggimento Corazzato Lancieri di Vittorio Emanuele II
16º Reggimento Motorizzato Cavalleggeri di Lucca
8º Reggimento "Lancieri di Montebello"
135º Reggimento Artiglieria Corazzata
235º Reggimento Artiglieria Semovente
CXXXV Battaglione Semoventi Controcarro
XXXV Battaglione Misto del Genio
10ª Divisione fanteria motorizzata "Piave", distribuita ad arco immediatamente a nord della città, tra la località di Ottavia sulla via Trionfale, la Giustiniana sulla via Cassia e le due sponde del fiume Tevere, tra via Flaminia e via Salaria nei pressi di Castel Giubileo, su:
Comando e Compagnia Comando
57º Reggimento fanteria "Abruzzi"
58º Reggimento Fanteria
20º Reggimento Artiglieria
X Battaglione Mortai da 81 mm
X Battaglione Controcarro
X Battaglione Misto Genio
136ª Divisione corazzata "Centauro II", schierata ad arco a oriente del centro, lungo la via Tiburtina, tra le località di Lunghezza e Monte Celio, poco a occidente di Tivoli, su:
Comando e compagnia comando
131º Reggimento fanteria Carrista
Reggimento Legionario Motorizzato
136º Reggimento Artiglieria
136º Battaglione Misto Genio
elementi in afflusso, 18º Reggimento bersaglieri
21ª Divisione fanteria "Granatieri di Sardegna", disposta ad arco immediatamente sul fianco meridionale della città, tra la Magliana e Tor Sapienza, a controllare le vie Aurelia, Ostiense, Appia e Casilina, su:
Comando e Compagnia Comando
1º Reggimento "Granatieri di Sardegna"
2º Reggimento "Granatieri di Sardegna"
13º Reggimento Artiglieria "Granatieri di Sardegna"
XXI Battaglione Mortai da 81 mm
CCXXI Battaglione Controcarri
XXI Battaglione Misto Genio
Reparto Motocorazzato del Comando di Corpo d'Armata
1º Reggimento Artiglieria Celere "Eugenio di Savoia"
Deposito e Battaglione di formazione, 4º Reggimento Fanteria Carrista
11º Reggimento del Genio
XVII Corpo d'armata, incaricato della "difesa costiera" e costituito dalla
103ª Divisione fanteria autotrasportabile "Piacenza", disposta nel quadrante sudoccidentale della campagna romana, tra via Ostiense e via Appia, sulla congiungente tra il lido di Ostia e Velletri, su:
Comando e Compagnia Comando
111º Reggimento Fanteria
112º Reggimento Fanteria
36º Reggimento Artiglieria
CXII Battaglione Mortai da 81 mm
CXII Battaglione Controcarro
CXI Battaglione Misto Genio
220ª Divisione Costiera, schierata tra Orbetello e Fiumicino, su:
Comando e Compagnia Comando
111º Reggimento Fanteria Costiera
152º Reggimento Fanteria Costiera
Quattro Gruppi Squadroni appiedati "Genova Cavalleria"
CCCXXV Battaglione Fanteria Costiero
CVIII Gruppo Artiglieria Costiero
221ª Divisione Costiera, schierata tra Fiumicino e Anzio, su :
Comando e Compagnia Comando
4º Reggimento Fanteria Costiera
8º Reggimento Fanteria Costiera
Un Gruppo Squadroni appiedato "Savoia Cavalleria"
Scuola di Artiglieria di Sabaudia
Scuola di Artiglieria Costiera di Torre Olevola
Scuola di Artiglieria Costiera di Gaeta
10º Reggimento arditi
Questi reparti vennero rinforzati il mattino del 9 settembre dall'arrivo di :
elementi della 7ª Divisione fanteria "Lupi di Toscana", schierati sulla via Aurelia a ridosso di Ladispoli, sul litorale tirrenico nord.
elementi della 13ª Divisione fanteria "Re", sulla via Cassia, in località La Storta, poco a nord della capitale.
Queste unità facevano parte dell'afflusso delle rispettive divisioni, in viaggio da nord per rinforzare il dispositivo italiano a protezione della capitale, che furono colte dall'armistizio ancora in viaggio e si sbandarono prima di arrivare a destinazione.
Il totale delle forze italiani disponibili per la difesa di Roma ammontava complessivamente a 88 137 uomini, 124 carri armati, 257 semoventi, 122 tra autoblindo e camionette Sahariane e 615 pezzi d'artiglieria. Si trattava di un complesso di forze di composizione e qualità eterogenea ma numeroso e comprendente unità bene equipaggiate (come la Ariete II e la Sassari) o comunque solidamente inquadrate (come la Granatieri di Sardegna o il 10º Reggimento arditi), che se utilizzato in modo deciso e unitario avrebbero potuto contrastare validamente le forze tedesche presenti nell'area.

### Forze tedesche
Le truppe tedesche, oltre al personale in transito verso sud e un numero non elevato di effettivi del personale di polizia, collegamento e supporto presente in città e presso le installazioni militari e le vie di comunicazione con il fronte (allora in Calabria, ma nel frattempo avveniva anche lo sbarco alleato a Salerno), erano infatti presenti solo con due grandi unità, così inquadrate :
XI Corpo d'armata aviotrasportato (generale Kurt Student)
2ª Divisione Paracadutisti (generale Walter Barenthin), schierata nelle vicinanze dell'Aeroporto di Pratica di Mare, di fronte alla "Piacenza", su:
2º Reggimento Paracadutisti
6º Reggimento Paracadutisti
7º Reggimento Paracadutisti
2º Reggimento Artiglieria Paracadutisti
2º Battaglione Controcarro Paracadutisti
2º Battaglione Genio Paracadutisti
La divisione era stata aviotrasportata senza preavviso dalla Provenza immediatamente dopo il 25 luglio e aveva di fatto assunto il controllo dell'importante scalo aereo immediatamente a sud di Roma.
L'8 settembre 1943 il II Battaglione del 6º Reggimento era distaccato presso l'aeroporto di Foggia.
Il I Battaglione del 7º Reggimento e la compagnia semoventi del Battaglione Controcarro erano invece distaccati a Frascati.
3ª Divisione Panzergrenadier (generale Fritz-Hubert Gräser), disposta a nord di Roma di fronte alla "Ariete II", tra Orvieto e il Lago di Bolsena, su:
8º Reggimento Granatieri
29º Reggimento Granatieri
3º Reggimento Artiglieria
103º Battaglione Semoventi
103º Battaglione Esplorante
3º Battaglione Controcarro
3º Battaglione Genio
Kampfgruppe Büsing (distaccato dalla 26. Panzer-Division).
Si trattava di una unità di recente ricostituzione (giugno 1943, dopo essere stata annientata a Stalingrado), ancora in fase di addestramento e con organici, dotazioni ed equipaggiamenti parzialmente incompleti.
A queste unità va aggiunto il personale di supporto e protezione del Comando tedesco per il Sud Italia del Feldmaresciallo Albert Kesselring sito in villa Torlonia a Frascati, che tuttavia era stato completamente distrutto in un pesante bombardamento aereo alleato eseguito dalle 12:00 alle 14:00 dell'8 settembre 1943 da parte di 130 B-17 statunitensi. Il bombardamento provocò la morte di circa 500 civili e 200 soldati tedeschi, e devastò la storica cittadina, ma lasciò illeso il comandante tedesco e gran parte del suo Stato maggiore. Occorsero comunque diverse ore per ristabilire in pieno i contatti con le otto divisioni tedesche (comprese le due schierate a sud e a nord della capitale) in quel momento agli ordini di Kesselring, sebbene quelle attorno a Roma fossero ben collegate via radio e con telefoni da campo.
Le due divisioni tedesche potevano quindi contare su un totale di 25 033 uomini, 71 carri armati, 54 semoventi, 196 tra autoblindo e veicoli blindati, e 165 pezzi d'artiglieria.
Queste forze costituivano un insieme dislocato in modo poco omogeneo, con la concentrazione della quasi totalità degli equipaggiamenti pesanti a nord di Roma inquadrati in una divisione di qualità non ancora ottimale, e una divisione di alta qualità ma con soli armamenti leggeri a sud.

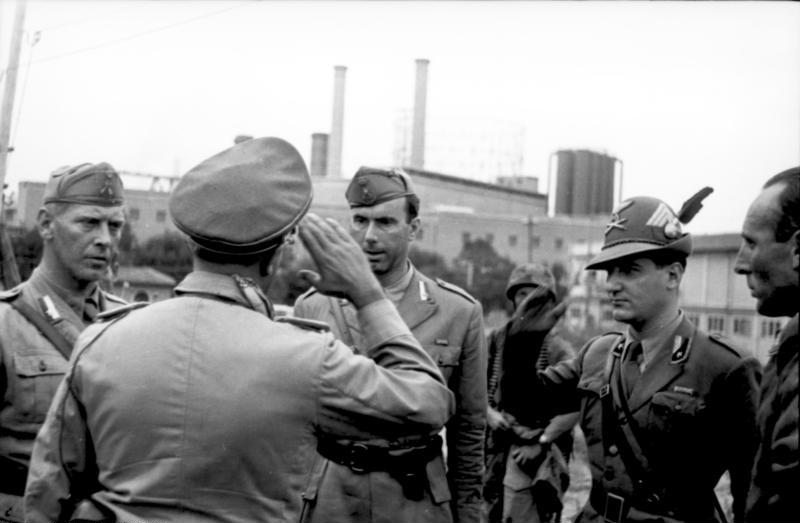
Ufficiali italiani della Divisione Sassari trattano la fine degli scontri nella zona di Porta San Paolo.
(10 settembre 1943, a fianco dei Mercati Generali di Via Ostiense, presso lo sbocco del nuovo cavalcavia ostiense. Circa

## I combattimenti

Gli scontri nelle giornate dell'8 e 9 settembre 1943

La manovra a tenaglia delle due divisioni tedesche che convergevano sulla città, rispettivamente da sud e da nord, travolse in breve tempo la reazione dei pochi reparti che, per iniziativa di singoli ufficiali e con il supporto della popolazione civile, li avevano attaccati da La Storta, alla Montagnola, a Porta San Paolo, e i tedeschi presero il controllo della capitale in breve tempo, mentre le grandi unità italiane nel loro complesso - due volte più numerose di quelle nemiche in quanto a numero di effettivi - restavano paralizzate in mancanza di ordini coerenti e senza collegamenti, e cadevano quindi preda dell'ex-alleato, senza neanche poterlo davvero combattere.
Ciò malgrado, i reparti che di propria iniziativa si opposero all'invasore non si risparmiarono nella difesa estrema della città: 1 167 furono i militari caduti e, tra essi, 13 furono decorati con Medaglia d'oro al Valor Militare, e 27 con Medaglia d'argento al Valor Militare.

### Monterosi, Bracciano, Manziana
Sulla via Cassia, la divisione corazzata Ariete stava apprestando un caposaldo difensivo, a protezione del quale il sottotenente Ettore Rosso e un gruppo di genieri del CXXXIV Battaglione misto genio stavano posando un campo di mine. All'arrivo del kampfgruppe Grosser della 3ª Panzergrenadier-Division, costituito da una trentina di veicoli corazzati e due battaglioni di fanteria motorizzata, Rosso mise due autocarri di traverso sulla strada a bloccare il passo. I tedeschi intimarono allora di sgombrare la strada entro quindici minuti: Rosso, invece di obbedire, insieme con quattro volontari che aveva tenuto con sé dopo aver rimandato indietro il resto del reparto, ultimò le opere difensive e, all'avanzare dei tedeschi, aprì il fuoco e poi fece brillare lo sbarramento, coinvolgendo nello scoppio gli italiani; nel tempo impiegato dai tedeschi per riorganizzarsi, il caposaldo venne apprestato alla difesa. Per l'episodio, al tenente Rosso fu conferita la Medaglia d'oro al valor militare e ai genieri scelti, Pietro Colombo, Gino Obici, Gelindo Trombini e Augusto Zaccanti la Medaglia d'argento al valor militare.
Nello scontro che ne seguì, il II Reggimento Cavalleggeri di Lucca e il III Gruppo del 135º Reggimento Artiglieria su obici da 149/19 contrastarono l'avanzata tedesca, con perdite da ambo le parti; il bilancio fu di 4 carri persi, 20 morti e una cinquantina di feriti da parte italiana, altrettanti uomini circa e qualche carro in più da parte tedesca; l'avanzata tedesca fu fermata per il resto della giornata.
Questo e altri episodi di resistenza da parte di elementi della Divisione Ariete II nella zona di Bracciano e della Manziana bloccarono gli attacchi della 3ª Panzergrenadier-Division, che, anche a seguito dell'ordine di arretramento e concentrazione dell'intero Corpo d'Armata Motocorazzato nella zona di Tivoli sul lato orientale di Roma, preferì limitarsi ad aggirare il perimetro difensivo della capitale dal lato occidentale e dirigersi indisturbata a sud verso la zona di Salerno per contrastare gli sbarchi anglo-americani.

### Monterotondo
Nel 1943 Palazzo Orsini Barberini fu sede per alcuni mesi dello Stato Maggiore del Regio Esercito Italiano.
All'alba del 9 settembre 1943, a seguito dell'armistizio con gli angloamericani, i tedeschi con un lancio di 800 paracadutisti provenienti da Foggia, guidati dal Maggiore Walter Gericke tentarono la cattura del capo di stato maggiore dell'esercito Mario Roatta, convinti della sua presenza nel palazzo: egli se ne era invece andato la sera precedente, immediatamente dopo la dichiarazione di armistizio da parte di Badoglio.
La sede fu contesa strenuamente dai reparti italiani dell'esercito (tra questi i reparti delle divisioni "Piave" e "Re" e la 2ª Compagnia d'Assalto araba) presenti nelle vicinanze, dai carabinieri di presidio e anche da cittadini armati intervenuti nel frattempo, e costò ai tedeschi 33 morti e 88 feriti mentre gli italiani ebbero 125 caduti e 145 feriti, tra i quali 14 carabinieri. Al momento della resa stipulata a Roma i paracadutisti tedeschi, asserragliati nel palazzo da loro conquistato, erano sotto lo stringente assedio delle truppe italiane.
A seguito di questi fatti furono concesse decorazioni a Vittorio Premoli del 57º Reggimento Fanteria "Piave" (Medaglia d'Oro al Valor Militare), al carabiniere Giuseppe Cannata, che dopo strenua difesa di un posto di blocco venne colpito a morte (Medaglia d'Argento al Valor Militare), al giovane Ortensi (Medaglia d'Argento al Valor Militare), al tenente dei Carabinieri Raffaele Vessichelli (comandante di gruppo autonomo mobilitato con il compito di difesa e sicurezza del Palazzo Orsini Barberini), al maggiore Lorenzo Bellin, al sergente Ettore Minicucci, all'ufficiale dei carabinieri Fausto Garrone (Medaglia di Bronzo al Valor Militare) e al carabiniere Cesare Tassetto (Distintivo d'onore ferito in guerra).

### Sud di Roma

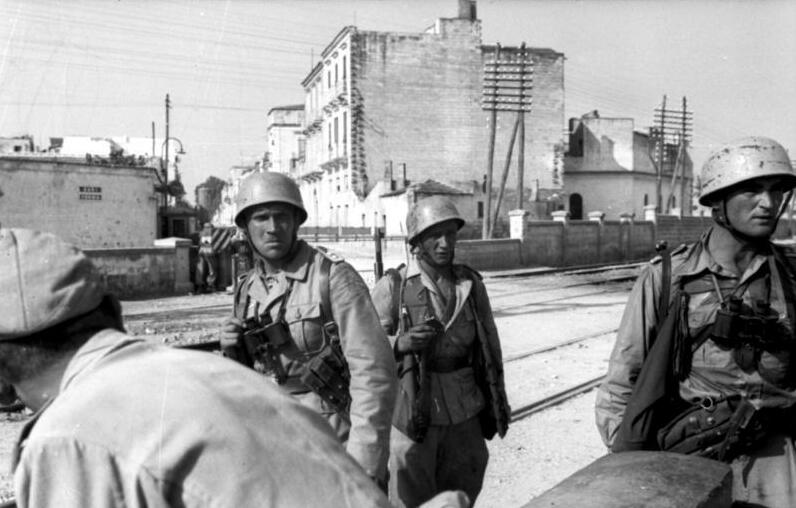
Fallschirmjäger tedeschi della 2ª Divisione paracadutisti nella zona sud di Roma

All'annuncio dell'armistizio (19.45 dell'8 settembre), la 2ª divisione paracadutisti tedesca, di stanza all'aeroporto di Pratica di Mare e forte di circa 14 000 uomini, si mosse subito, diretta verso la Capitale e lasciandosi alla propria destra la Divisione Piacenza, attestata a Lanuvio, Albano e Ardea. Alle 20.30 i paracadutisti tedeschi s'impadronirono del deposito d'armata di Mezzocammino, con milioni di litri di carburante, blandamente sorvegliato dal 2º Battaglione Chimico. Continuando ad avanzare sulle vie che dal litorale convergevano su Roma, i tedeschi si trovarono di fronte il perimetro difensivo disposto dalla Divisione Granatieri di Sardegna sotto l'energico comando del generale Gioacchino Solinas.
L'arco coperto dalla "Granatieri" si stendeva dalla via di Boccea fino alla via Collatina in 11 capisaldi. I tedeschi, per prendere tempo, tentarono subito delle trattative, ma Solinas rispose che avrebbe concesso il "passaggio inoffensivo" verso il nord solo a condizione del rilascio del deposito di Mezzocammino, delle armi e dei prigionieri catturati. Al tergiversare dei tedeschi, ordinò il fuoco che partì esattamente alle ore 22.10 da una batteria di mortaio installata sulla collina dell'Esposizione E42 (Caposaldo n. 5), che controllava l'accesso al ponte della Magliana (unico punto di attraversamento del Tevere al di fuori della cerchia urbana).
La battaglia si accese ai capisaldi n. 5, 6 (Tre Fontane), 7 e 8. Il primo caduto italiano fu la ventunenne guardia PAI (Polizia dell'Africa italiana) Amerigo Sterpetti, combattendo nei pressi del ponte della Magliana, cui sarà conferita la medaglia d'argento al valor militare. Il ponte venne perso all'una, riconquistato e riperduto nella nottata, e infine riconquistato dagli italiani alle sette del mattino del 9 settembre, da un contingente composto anche da Lancieri di Montebello, Carabinieri e guardie PAI.
A partire dalla sera del 9, in seguito ai contatti presi fra gli alti comandi italiano e tedesco, la divisione "Granatieri" cominciò il ripiegamento ordinato verso posizioni più interne, in maniera da lasciare il conteso ponte della Magliana per un concordato transito delle truppe germaniche verso il nord. In totale, i granatieri e le altre formazioni aggregate avevano lasciato 27 morti al Ponte della Magliana, tra i quali, oltre a Sterpetti, le medaglie d'oro Orlando De Tommaso e Vincenzo Pandolfo.
Le nuove posizioni su cui si erano attestati i granatieri furono tuttavia nuovamente investite dalla divisione tedesca che, contrariamente agli accordi, continuò a procedere verso il centro di Roma. I combattimenti ripresero attorno alla collina dell'Esposizione (attuale quartiere EUR), dove si ebbero altri 16 caduti, sulla via Laurentina (4 caduti), in località Tre Fontane e al Forte Ostiense (cosiddetta "Montagnola di San Paolo") dove, a seguito dei contraddittori ordini provenienti dagli alti comandi, le truppe italiane non riuscirono a disporre una difesa organica. Le più esperte e meglio condotte truppe tedesche ebbero così buon gioco a sopraffare o ad aggirare uno dopo l'altro gli avamposti italiani. La mattina del 10 settembre, tra le Tre Fontane, il Forte Ostiense e la Montagnola, i militari contarono altri 42 caduti.
Intorno a mezzogiorno del 10, la linea difensiva della "Granatieri" si era ridotta alle Mura Aureliane, presso Porta San Paolo, Porta San Sebastiano e Porta San Giovanni. L'estrema resistenza fu alimentata dall'intervento dei Lancieri di Montebello, del 4º Reggimento fanteria carrista, del Genova Cavalleria, del II Bersaglieri e degli Allievi Carabinieri, con la partecipazione anche di volontari civili agli scontri. 
Quando fu firmato l'accordo di resa delle forze italiane e stabilito il cessate il fuoco, le truppe tedesche stavano ormai irrompendo incontrastate nel centro storico: gli ultimi combattimenti significativi avvennero alla passeggiata archeologica, mentre i tentativi di altri reparti della "Ariete II" e della "Centauro" di raggiungere il teatro degli scontri a sud vennero interrotti dal sopraggiungere dell'esito delle trattative fra gli alti comandi.

## La partecipazione dei civili alla difesa di Roma

### Distribuzione di armi ai civili nella notte dell'8 settembre
Alle 20 e 30 dell'8 settembre 1943, i comunisti Luigi Longo e Antonello Trombadori (già ufficiale dei bersaglieri, ferito nella guerra d'Albania) e il cattolico Adriano Ossicini  incontrarono il generale Giacomo Carboni, comandante del Corpo d'Armata Motocorazzato posto di Roma, per farsi consegnare un carico di armi da distribuire alla popolazione in vista dell'attacco tedesco. Le armi furono caricate su tre camion e depositate durante la notte presso cantine e esercizi commerciali, tra cui il retrobottega del barbiere Rosica di Via Silla 91 (rione Prati) , il museo storico dei bersaglieri di porta Pia, l'officina Scattoni di Via Galvani (Testaccio) e l'officina di biciclette di Collati a Campo de' Fiori. Le armi depositate in Via Galvani furono utilizzate a Porta San Paolo dagli aderenti al Movimento dei Cattolici Comunisti, mentre gran parte del carico rimanente fu sequestrato la notte del 9-10 settembre dalla polizia, per ordine del comandante Carmine Senise.

### Contatti tra politici antifascisti e autorità rimaste
All'alba del 9 settembre 1943, mentre la divisione Granatieri è impegnata nella difesa del ponte della Magliana, nella città abbandonata a se stessa i gruppi politici cercano faticosamente d'orientarsi sulla situazione e di prendere contatto con gli organi di governo.
Alle ore 8.00 del 9 settembre, alla sede dell'associazione nazionale combattenti, situata a Piazza Grazioli, un gran numero di persone discute di come affrontare i tedeschi. Prima d'intraprendere qualunque azione, il generale in congedo Sabato Martelli Castaldi e altri due ufficiali si recano al Quirinale, per comunicare a voce il proposito di organizzare la difesa di Roma. Giunti al Quirinale intorno alle 8.45, scoprono che il re, Badoglio, il ministro della Guerra e i più alti vertici dell'esercito sono già fuggiti, diretti a Pescara..
Nelle prime ore del mattino, dopo una riunione di Democrazia del lavoro, vengono inviati al Viminale (allora sede del Governo) Meuccio Ruini e Ivanoe Bonomi a chiedere informazioni.
Dopo accordi presi nella notte, si riuniscono anche gli appartenenti al Partito d'Azione, tra i quali Raffaele Persichetti e Pilo Albertelli. Durante l'incontro i delegati ricevono una chiamata dall'ospedale Cesare Battisti (oggi: ospedale Carlo Forlanini), che li informa dei combattimenti che infuriano presso il ponte della Magliana. I convitati decidono di agire, ma sono senz'armi.
L'azionista Vincenzo Baldazzi riesce a impossessarsi di alcune armi e provvede affinché siano distribuite tra i civili, anche se viene quasi arrestato dalla polizia.

### Primo presidio alla basilica di San Paolo
Alle ore 9.00 un gruppo di azionisti passa per i Fori Imperiali, diretti verso la basilica di San Paolo, per combattere i tedeschi; la ventiquattrenne Carla Capponi, simpatizzante comunista, si unisce a loro e si offre di combattere, ma non riesce ad ottenere le armi..
Viene allestito un ospedale da campo; alcune suore assistono i feriti e cominciano ad allineare i primi cadaveri. Non potendo combattere, Carla Capponi torna indietro per via Ostiense e, nei pressi dei mercati generali, incontra un gruppo di donne con dei catini colmi di patate bollite per i soldati. Le vettovaglie sono distribuite verso le due, le tre di pomeriggio, nelle retrovie della Basilica. La Capponi e le altre donne si prodigano per tutto il pomeriggio e l'intera notte ad assistere i feriti.

### Nascita del Comitato di Liberazione Nazionale
Alle ore 16.30, in Via Carlo Poma, viene costituito il CLN - Comitato di Liberazione Nazionale.
Nel pomeriggio, un gruppo di civili comprendente lo studente in medicina Rosario Bentivegna, futuro gappista, tenta un'azione contro la caserma di fanteria in Viale Giulio Cesare per procurarsi armi, ma sono sconfitti. L'assalto convince tuttavia uno squadrone del reggimento a schierarsi l'indomani a Porta San Paolo, al comando del tenente Maurizio Giglio.

### Forte Ostiense

Gli scontri nella giornata del 10 settembre 1943

L'Istituto Gaetano Giardino, aggregato al forte Ostiense, ospita circa quattrocento bambini orfani di guerra e minorati psichici, assistiti da trentacinque suore francescane, sotto la direzione di Don Pietro Occelli.
Il 10 settembre nei cortili e nei sotterranei del forte sono asserragliati ottocento granatieri. Poco dopo le ore 6.00 un fitto e nutrito fuoco di fucileria annuncia che i tedeschi sono ormai insediati all'EUR, nell'attuale palazzo della Civiltà Italiana, nel palazzo degli uffici dell’Esposizione e sui ripiani della basilica parrocchiale dei Santi Pietro e Paolo. I granatieri rispondono al fuoco con fucili 91 e colpi di mitragliatrice, ma subiscono perdite.
I primi feriti sono portati nell'infermeria dell'Istituto e vengono assistiti dalle suore. Alle ore 7.00 da uno spiazzo del Palazzo della Civiltà Italiana un mortaio dei paracadutisti tedeschi comincia a cannoneggiare il bastione del forte, dove sono appostati i granatieri. Alcuni paracadutisti superano l'odierna via Cristoforo Colombo e la Via Ostiense e, con alcuni lanciafiamme, incendiano le prime strutture dell'istituto religioso.
Don Pietro Occelli, direttore dell'istituto, si assume il compito di dichiarare la resa, innalzando un lenzuolo bianco sopra una pertica.
Nel frattempo, le suore forniscono bluse, camicie e altri indumenti ai soldati superstiti al fine di evitare loro la cattura. Suor Teresina di Sant'Anna, al secolo Cesarina D'Angelo, nativa di Amatrice, sta componendo il cadavere d'un soldato italiano nella cappella del Forte Ostiense; un soldato tedesco che passa lì accanto è attratto dal brillare di una catenina d'oro che un caduto ha al collo e tenta di strapparla. Suor Teresina afferra il crocifisso di metallo che si accingeva a collocare sul petto del soldato e colpisce ripetutamente al viso il militare, che si avventa sulla religiosa. In quell'istante altre persone si affacciano nella cappella e il soldato fugge via. Suor Teresina, già malata gravemente, morirà otto mesi dopo, l'8 maggio 1944, in una clinica di via Trionfale.

### La Montagnola
Occupato il forte, la battaglia prosegue attorno a due piccole roccaforti, nei campi attorno alla Montagnola e nella casa del fornaio Quirino Roscioni, veterano della grande guerra. Da quelle postazioni, granatieri, guastatori ed alcuni popolani sostengono un incessante fuoco da parte delle truppe tedesche e, con alcuni carabinieri attestati nelle case di via Pomposa, contendono la via Laurentina ai germanici, impedendo loro di rovesciarsi sulla via Ostiense, sino a Porta San Paolo.
Esaurite le munizioni, Quirino Roscioni fugge verso la parrocchia più vicina, ma viene ucciso insieme alla cognata da una raffica di mitraglia.

### Porta San Paolo
Avanzando oltre la Montagnola, le truppe tedesche marciano sulla via Ostiense ove, in tarda mattinata, tra la Basilica di San Paolo, i mercati generali e il ponte della ferrovia Roma-Pisa, combattono squadre improvvisate del Partito comunista, di Bandiera Rossa e del Partito repubblicano.
Aladino Govoni, futuro comandante militare di Bandiera rossa e capitano dei granatieri è in congedo temporaneo per motivi di famiglia; dopo essere accorso disarmato alla Magliana, si fa portare la pistola d'ordinanza e combatte sull'Ostiense. Con lui è un ragazzo di sedici anni, Antonio Calvani, che era scappato di casa per seguirlo. Durante il combattimento, Calvani s'impossessa della giacca e delle armi di un granatiere caduto e comincia a sparare sul nemico. Ferito più volte, continua a combattere e muore.
Porta San Paolo diviene l'ultimo baluardo della resistenza, protetta da barricate e carcasse di vetture. Combatte qui la divisione Granatieri di Sardegna, comandata dal generale Gioacchino Solinas, i Carabinieri della legione territoriale di Roma, i Lancieri di Montebello, lo squadrone Genova Cavalleria, alcuni reparti della divisione Sassari.
Maurizio Cecati, diciassettenne, muore qui. È forse il primo caduto nella lotta di liberazione cui è riconosciuta la qualifica di partigiano; sarà decorato alla memoria.
L'azionista Vincenzo Baldazzi, con alcuni volontari, si attesta nei pressi della piramide Cestia. Qui, all'altezza di via delle Conce, vengono distrutti due carri armati tedeschi. Nel frattempo, a Trastevere, l'avvocato Ugo Baglivo, anch'egli del Partito d'Azione, armato solo di una bandiera tricolore, tenta di organizzare altre formazioni volontarie che affianchino i militari.

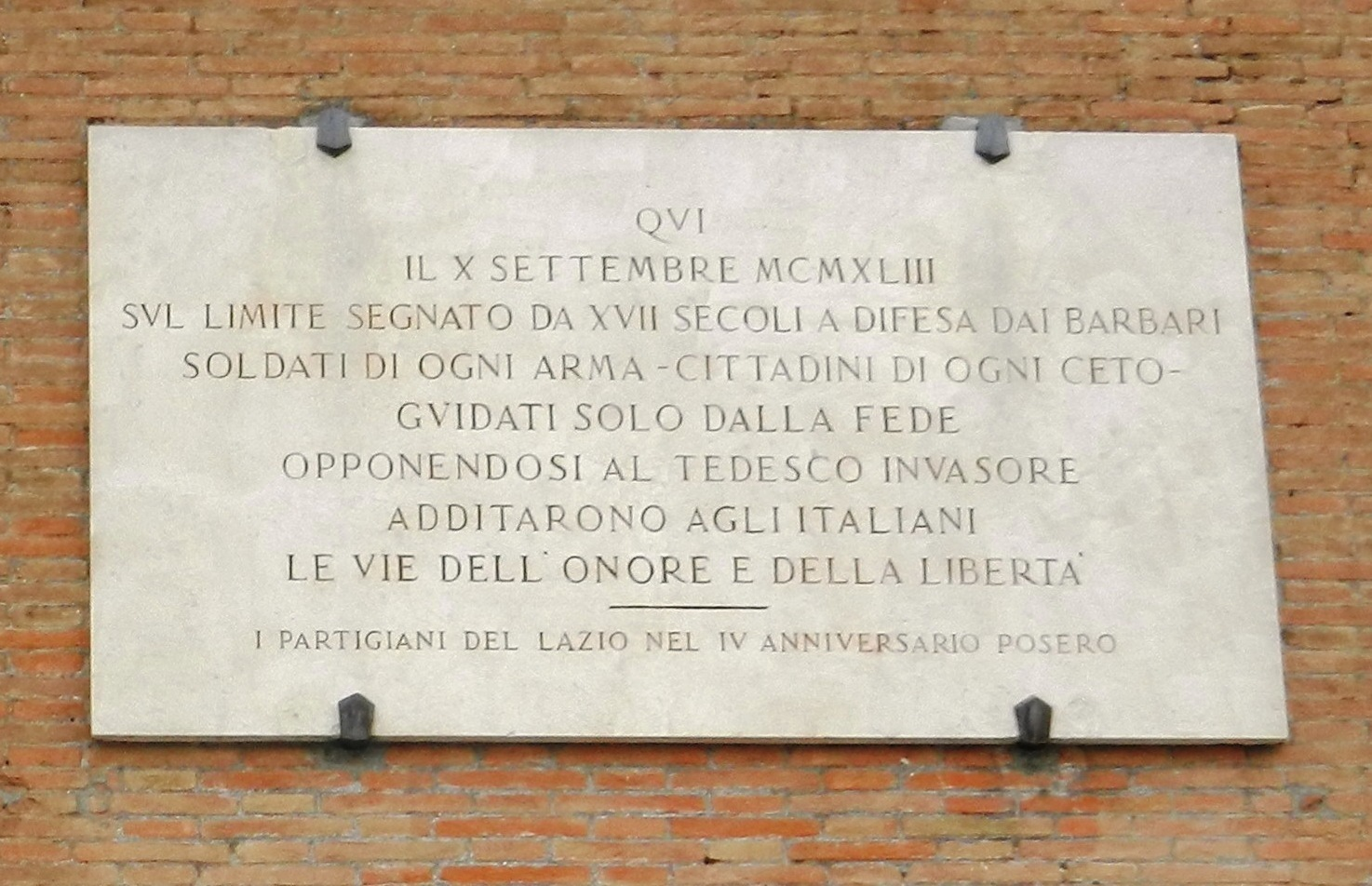
Lapide commemorativa della Battaglia di Porta San Paolo (10 settembre 1943)

Sandro Pertini guida i primi gruppi di socialisti armati a fianco dei granatieri, tirando pietre ai tedeschi; anche per tali azioni, verrà conferita a Pertini la medaglia d'oro al valor militare. Con lui sono il dirigente sindacale Bruno Buozzi, i futuri ministri Emilio Lussu, Mario Zagari e Giuliano Vassalli, Giuseppe Gracceva (futuro comandante delle Brigate Matteotti di Roma) e Alfredo Monaco.
Prendono parte ai combattimenti Romualdo Chiesa, Alcide Moretti e Adriano Ossicini del movimento cattolico comunista; partecipano anche Fabrizio Onofri del PCI e gli studenti Mario Fiorentini e Marisa Musu, futuri gappisti. Anche il giovane Giaime Pintor chiama il popolo ad appoggiare la resistenza dei reparti armati.
Sabato Martelli Castaldi e Roberto Lordi giungono a Porta San Paolo e si uniscono ai combattenti. Faranno entrambi parte della Resistenza.
Intorno alle 12.30 circa, sulla linea del fuoco di Porta San Paolo accorre in abito civile l'azionista Raffaele Persichetti, invalido di guerra, ufficiale in congedo, e si schiera contro le superiori forze tedesche al comando di un drappello rimasto senza comandante. Verso le 14,00 fu visto andar via con la giacca macchiata di sangue; al suo fianco è Adriano Ossicini. Nei paraggi è Maria Teresa Regard, studentessa iscritta al Partito comunista e futura gappista; accorsa per fornire cibo ai combattenti insieme con Maria Michetti e altre donne, vede cadere Persichetti in viale Giotto. A Persichetti sarà conferita la medaglia d'oro al valor militare alla memoria e gli verrà dedicata la via a fianco di Porta San Paolo.
Alle ore 17.00, i tedeschi prendono Porta San Paolo; mentre il sottotenente Enzo Fioritto cerca di rallentarli con un'azione disperata, la volontà di combattere anima ancora una folla di dimostranti guidati dall'attore Carlo Ninchi dal lato del rione Testaccio.
Contemporaneamente accorrono Filippo Caracciolo ed Emilio Lussu, armato con una Beretta 7.65, tentando di riunirsi alla formazione di Baldazzi, ma sono subito costretti al ripiegamento dall'avanzare del nemico. Ossicini guida i superstiti del suo drappello attraverso il cimitero acattolico, sino al Campo Testaccio, dove i patrioti si disperdono.
Anche Carla Capponi fugge verso la passeggiata archeologica. In casa, sua madre ha già accolto due militari sbandati.

### Porta San Giovanni
L'accordo di resa ai tedeschi è firmato alle ore 16.00, ma il centro di Roma è ancora teatro di guerra.
In un'estrema difesa, alcuni granatieri sbarrano i fornici di porta San Giovanni con le vetture tramviarie del vicino deposito di Santa Croce, raccogliendo un centinaio di uomini, tra militari e civili. Il numero dei caduti è imprecisato. La battaglia dura due ore, sino allo sfondamento definitivo del nemico, che cattura gli ultimi superstiti.

### Ultime resistenze
Nei pressi di palazzo Massimo, Carlo Del Papa di quattordici anni, unitosi a un plotone di soldati, distrugge un carro armato nemico con un lancio di bombe a mano. Spostatosi in via Gioberti per appoggiare un autoblindo italiano, perde la vita accanto al fante Agostino Minnucci.
Giunti in piazza dei Cinquecento, i tedeschi, assieme ad alcuni ex miliziani fascisti, occupano l'albergo Continental, ove piazzano le loro mitragliatrici alle finestre. Nel piazzale soldati e civili armati fanno fuoco sull'albergo. Un tramviere, un facchino e tre giovani escono dalle loro postazioni per centrare – con successo - le finestre del terzo e del quarto piano. Il tramviere lancia due bombe a mano verso l'edificio, ma viene mitragliato e morirà dopo essere stato trascinato al coperto dai compagni. Altri giovani escono, a loro volta, allo scoperto, per altri lanci di bombe, ma uno di essi viene colpito a morte. Gli ultimi spari verso il Continental sono effettuati da alcuni studenti, armati alla buona, appostati tra i portici della piazza, che vengono uccisi in seguito allo scontro a fuoco. Muore anche una ragazza che era venuta a portare soccorso. Le sparatorie cessano alle ore 21.00, ma alcuni colpi si sentiranno per la città anche nella mattina dell'11 settembre.
Complessivamente, nella difesa di Roma muoiono 183 civili, tra cui 27 donne.

## La resa

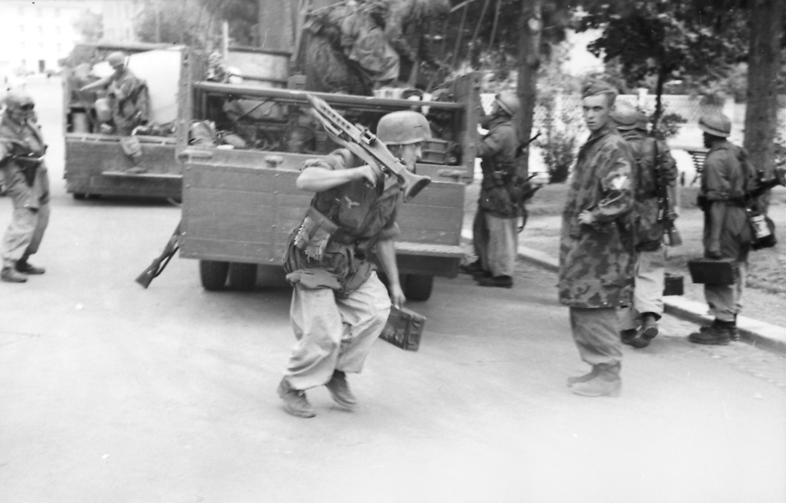
Paracadutisti tedeschi in Corso Trieste durante il disarmo della Divisione Piave, successiva alla fine dei combattimenti.

Il documento di resa fu firmato il 10 settembre, alle ore 16, dal tenente colonnello Leandro Giaccone, mentre per conto del feldmaresciallo Albert Kesselring firmò il suo capo di stato maggiore, generale Siegfried Westphal.
L'accordo prevedeva che Roma restasse città aperta, ma la città fu successivamente occupata dalle truppe tedesche che affluirono rapidamente sia da Sud che da Nord. Subito dopo, tutte le unità del regio esercito nella zona furono disarmate e sciolte, esclusa parte della Divisione Piave, che restò in armi per garantire l'ordine pubblico nell'ambito del "Comando della Città aperta di Roma" (affidato allo stesso generale Giorgio Carlo Calvi di Bergolo), finché anche queste truppe vennero disarmate dai tedeschi il 23 settembre 1943 dopo la proclamazione della Repubblica Sociale Italiana.

## Conseguenze storiche
Tra le conseguenze della occupazione tedesca di Roma vi fu la deportazione di numerosi civili, oltre che l'eccidio delle Fosse Ardeatine e altre violenze. La circostanza che il re Vittorio Emanuele III e i vertici politici e militari fossero fuggiti a Brindisi, agli occhi della popolazione non scaricava della responsabilità gli ufficiali incaricati di coordinare la difesa della capitale, specialmente considerando che, in un promemoria consegnato il 24 aprile 1943 ai membri del gabinetto inglese dal ministro degli Esteri
Anthony Eden, si leggeva che «la serie di sconfitte
dell'Asse in Russia e in Africa settentrionale e la difficile condizione del suo
corpo di spedizione in Tunisia spingevano gli Italiani ad auspicare una rapida
vittoria degli Alleati per poter uscire dalla guerra», o che attorno a Roma erano comunque presenti truppe italiane per un totale di oltre 80 000 uomini, che avrebbero potuto contrastare i tedeschi nel loro obiettivo di assicurarsi il controllo della capitale italiana e di fare affluire velocemente truppe e materiali di rinforzo in quel momento indispensabili a respingere lo sbarco alleato a Salerno.

### La commissione d'inchiesta
Circa questi fatti il 19 ottobre 1944 fu creata una commissione d'inchiesta che il 5 marzo 1945 comunicò i suoi risultati al presidente del consiglio Ivanoe Bonomi e al ministro della guerra Alessandro Casati. La commissione era presieduta dal sottosegretario alla Guerra Mario Palermo, e per questo anche detta "Commissione Palermo", e composta dai generali Pietro Ago e Luigi Amantea. Entrambi questi generali erano stati nominati senatori durante il fascismo e avevano aderito alla Repubblica Sociale Italiana nel periodo dell'occupazione tedesca di Roma.
Una buona parte dei verbali furono coperti da segreto di Stato, per esigenze della difesa militare, e solo nel 1965 resi pubblici. Si compongono di 190 fascicoli contenenti verbali di interrogatorio, relazioni di servizio, questionari compilati sulla base delle dichiarazioni rese da circa un centinaio di persone informate dei fatti che furono contattate. Parte del materiale è costituito da relazioni originariamente prodotte per la "Commissione per l'esame del comportamento degli ufficiali generali e colonnelli" oppure per lo stato maggiore, per il SIM o per altri enti militari.
Per quanto riguarda la responsabilità militare della caduta di Roma furono imputati i generali Mario Roatta e Giacomo Carboni che furono processati e, il 19 febbraio 1949, assolti da ogni accusa.

## Onorificenze

### Medaglie d'oro al Valor Militare individuali
- Serg. magg. Udino Bombieri (10º Reggimento "Lancieri di Vittorio Emanuele II")[114]
- Cap. Orlando De Tommaso (Legione Allievi Carabinieri)[115]
- Cap. Francesco Vannetti Donnini (4º Reggimento "Genova Cavalleria")[116]
- Sottoten. Vincenzo Fioritto (4º Reggimento Fanteria Carrista)[117]
- Cap. Romolo Fugazza (8º Reggimento "Lancieri di Montebello")[118]
- Cap. Nunzio Incannamorte (DC Gruppo Artiglieria Semovente)[119]
- Cap. Vincenzo Pandolfo (1º Reggimento "Granatieri di Sardegna")[120]
- Sottoten. Luigi Perna (1º Reggimento "Granatieri di Sardegna")[121]
- Ten. Raffaele Persichetti (1º Reggimento "Granatieri di Sardegna")[122]
- Fante Vittorio Premoli (57º Reggimento Fanteria "Piave"[123]
- Sottoten. Ettore Rosso (CXXXIV Battaglione Misto del Genio)[124]
- Cap. Camillo Sabatini (8º Reggimento "Lancieri di Montebello")[125]
- Cap. Renato Villoresi (13º Reggimento Artiglieria "Granatieri di Sardegna")[126]

A cui si aggiungono 28 Medaglie d'argento, 21 di Bronzo e 6 Croci di Guerra, tutte concesse alla memoria.

### Medaglie d'argento al Valor Militare alla Bandiera
- 1º Reggimento "Granatieri di Sardegna"[128]
- 8º Reggimento "Lancieri di Montebello"[129]

### Medaglia di bronzo al Valor Militare alla Bandiera
- 2º Reggimento "Granatieri di Sardegna"[130]